# Rodney Strasser
Rodney Strasser (Freetown, 1990. március 30. –) Sierra Leone-i labdarúgó, jelenleg az AC Milan középpályása.

## Pályafutása

### Klubcsapatban
Pályafutását a Kallon csapatában kezdte el. Egy európai túra során figyeltek fel Rodney tehetségére, majd az olasz AC Milan szerződtette őt. 2008. december 21-én bemutatkozhatott a felnőtt csapatban is az Udinese ellen.